# Giant Robot - Il giorno in cui la Terra si fermò
Giant Robot - Il giorno in cui la Terra si fermò (ジャイアントロボ THE ANIMATION-地球が静止する日?, Jaianto Robo - The Animation - Chikyū ga seishi suru hi) è una serie di OAV ispirata al manga di Mitsuteru Yokoyama Giant Robot, prodotta dal 1992 al 1998 in 7 episodi. In realtà si tratta di un'opera che rende omaggio al corpus collettivo delle opere di Yokoyama, in cui i vari personaggi da lui creati agiscono come "attori". Un'edizione italiana della serie è stata pubblicata in VHS dalla Granata Press prima e dalla Dynamic Italia poi. 
Dal manga era stata tratta anche la serie televisiva live action Giant Robot nel 1967-1968.

## Trama
In un futuro parallelo, la Terra vive un momento di splendore grazie alla scoperta del Sisma Drive, una fonte di energia virtualmente inesauribile e dall'alta compatibilità ecologica. Tuttavia la pace è ben lungi dall'essere raggiunta: due potenti organizzazioni si fronteggiano sullo scacchiere internazionale, la Società Segreta BF e l'Organizzazione di Polizia Internazionale. A fianco di quest'ultima c'è Daisaku Kusama e il suo enorme Giant Robot, un mecha dall'apparenza retrò ma dall'enorme potenza e dall'origine poco chiara.
Improvvisamente, dalle nebbie del passato ricompare Franken Von Vogler, uno dei membri del team di ricerca originale del Sisma Drive e causa dell'orribile tragedia di Vashtal, durante la quale è stato creduto morto. Il suo proposito è la vendetta: sui suoi colleghi che si sono presi il merito del Sisma Drive e sull'umanità, che lo ha trattato come un criminale. Il suo atto iniziale è l'oscuramento di Parigi, con un processo che letteralmente annulla l'energia del Sisma Drive con il suo opposto e l'uccisione di tre dei cinque membri del team di realizzazione del Sisma Drive. L'unico sopravvissuto, il professor Sisma, chiede aiuto all'Organizzazione di Polizia Internazionale ma ben presto si scopre che ad appoggiare i piani di Vogler è proprio la società segreta BF e l'enigmatico Gen'ya. Dopo una serie di terribili scontri tra gli agenti delle due organizzazioni e rispettivi robot, la verità celata per tanti anni verrà rivelata sul Sisma Drive, sulla sua realizzazione e sulla tragedia di Vashtal.
Quindici anni prima dell'inizio della storia principale, la ricerca sul Sisma Drive era giunta a un punto focale. Dal punto di vista teorico tutto risultava corretto, ma la realizzazione pratica si era dimostrata estremamente difficoltosa. Nonostante gli ingenti investimenti, i cinque scienziati di fama mondiale del team di sviluppo, tra cui Sisma e Von Vogler, non erano riusciti a realizzare che prototipi malfunzionanti finché una notte il professor Von Vogler, accecato dall'ambizione, non attivò a piena potenza il reattore che incorporava i prototipi del Sisma Drive. Il risultato fu disastroso: il reattore, situato nello staterello di Vashtal, esplose coinvolgendo una vasta area e come effetto collaterale "spense" ogni altra forma di energia presente sulla Terra, gettando l'intero pianeta nelle tenebre per tre giorni. Quattro dei cinque membri del team di sviluppo riuscirono a scampare la morte per un soffio, insieme con il Professor Go e Farmel Von Vogler, rispettivamente assistente personale e figlia di Von Vogler. Franken Von Vogler e il figlio, Emaniel, invece vollero rimanere sul luogo dell'esperimento fino alla fine, perendo apparentemente nell'esplosione. A seguito di questa tragedia un terzo della popolazione mondiale perse la vita ma, ironicamente, i dati raccolti dai quattro sopravvissuti del team di sviluppo permisero finalmente di realizzare un Sisma Drive funzionante.
Tuttavia, nel corso della storia principale, la veridicità di questa versione della tragedia verrà messa in aperta discussione, gettando ombre su personaggi apparentemente insospettabili e riabilitandone altri.

## Personaggi
Tutte le informazioni in questa sezione sono tratte da quelle presenti nelle fascette dei VHS editi da Dynamic Italia.

### Organizzazione di Polizia Internazionale (OPS)
- Comandante Nakajo detto "Il Calmo" o "La Bomba Umana": è il capo dell'OPS. Il suo aspetto è quello di un uomo di mezza età, con i capelli un po' ingrigiti sulle tempie, gli occhiali e l'onnipresente pipa in bocca. Uno dei suoi soprannomi, "Il Calmo", gli deriva dalla sua freddezza e dal suo carattere controllato anche nelle situazioni disperate. Questa sua calma alle volte viene fraintesa, specie da Daisaku Kusama, come distacco dai suoi uomini. Il secondo soprannome, Nakajo, "La Bomba Umana", gli deriva dal suo potere (usato solo in situazioni disperate), che è quello di generare attraverso i pugni un'energia grandissima, simile all'esplosione di una bomba.

- Professor Go: è il principale consulente scientifico dell'OPS e veste sempre come uno Yamabushi. La sua arma sono due grandi ventagli con cui riesce a fermare anche i poteri di Lord Albert. Il Professor Go, in gioventù, era l'assistente personale di Franken Von Vogler. Durante la Tragedia di Vashtal, si salvò insieme a Gin Rei ed in seguito se ne prese cura come una figlia.

- Gin Rei: è una delle belle agenti dell'OPS. Ha un fisico prosperoso eppure longilineo e lunghi capelli neri con riflessi verdi. Di solito veste abiti chiari con motivi floreali e dal modello orientale. Il suo potere è quello del teletrasporto che però ha un grave effetto collaterale: tanto più grande è l'area interessata dal suo potere, tanto il suo corpo perde di coesione molecolare, trasformandola in una specie di fantasma. Si attacca subito a Daisaku non appena lo conosce e gli sarà accanto come una sorella maggiore fino alla fine della storia. Il più grande segreto di Gin Rei è la sua origine ed il suo vero nome, Farmel Von Vogler. Gin Rei è infatti la figlia di Franken Von Vogler, scampata alla tragedia di Vashtal grazie al suo potere.

- Daisaku Kusama: figlio del professor Kusama, che ha costruito Giant Robot, è stato affidato all'OPS fin da piccolo. S'impegna sempre al massimo per sconfiggere i nemici della BF ma non riesce ancora a capire alcune delle motivazioni dei "grandi" che lo affiancano nell'OPS. Ha un rapporto di venerazione per Taiso e per Gin Rei. Durante la serie sarà costretto a maturare molto rapidamente e a superare numerosi traumi, nel disperato tentativo di dare una risposta alle ultime parole del padre morente: "Si potrà mai raggiungere la felicità senza immolare vittime?".

#### I Nove Grandi
I Nove Grandi sono i più forti agenti dell'OPS e sono tutti dotati di poteri sovrumani. Oltre al comandante Nakajo e a Gin Rei gli altri sette sono:
- Tetsugju: grosso, impetuoso e dotato di una forza prodigiosa, è grande amico di Taiso e sopporta a fatica Daisaku, che considera poco più di un moccioso con un grande giocattolo (Giant Robot). Durante la storia avrà modo di ricredersi, anche se a caro prezzo. È terribilmente infatuato di Gin Rei ma troppo timido per dichiararsi personalmente.

- Taiso: spericolato, scavezzacollo e grande bevitore (va sempre in giro con una fiasca di liquore sulla spalla), è un grande amico di Yohshi e guarda con simpatia a Daisaku. Il suo potere è simile a quello del Comandante Nakajo: è infatti in grado di generare potenti campi di energia dalle mani. È da sempre un acerrimo rivale di Lord Albert dell'Elite dei 10 della BF: durante un combattimento con lui gli ha cavato un occhio che Lord Albert è stato costretto a sostituire con una protesi bionica.

- Yohshi, detta la bestia blu. Una guerriera di statura imponente, dal temperamento travolgente e dalla pelle blu, onde il suo nome. Una delle sue armi è un'asta in grado di allungarsi a volontà.

- Issei: ha l'aspetto di un monaco combattente, completamente calvo; porta un grande rosario ed una spada di foggia cinese. Ha grandi poteri magici che utilizza attraverso speciali talismani di carta su cui scrive formule magiche con il proprio stesso sangue; secondo la tradizione orientale, si possono usare come incantesimi semplici strisce di carta, su cui il mago od il monaco scrive la formula magica con una grafía adatta. Spesso agisce in collaborazione con Yohshi, aggiungendo delle illusioni ai suoi attacchi.

- Kenji Murasame: vestito come un ispettore di polizia, Kenji Murasame ha uno dei poteri più sorprendente dei Nove Grandi. È infatti immortale: a meno che il suo corpo non sia completamente distrutto, ritorna sempre in vita anche se è stato ferito mortalmente. Questo suo potere è vissuto da lui in modo ambivalente e gli ha fatto sviluppare una visione decisamente cinica della vita.
- Sho Riko: insuperabile arciere ha il potere di moltiplicare le sue frecce fino a fare letteralmente piovere dardi dal cielo. Lavora sempre in coppia con Chin San Zan.
- Chin San Zan: indossa un'armatura da samurai e ha un grandissimo senso dell'onore. È un abilissimo spadaccino in grado di tagliare qualsiasi cosa con la sua katana. Agisce in collaborazione con Sho Riko in modo che le loro capacità si completino a vicenda.

### Società Segreta BF
La Società Segreta BF ha come scopo ultimo la conquista ed il dominio del Mondo. Ha un'organizzazione piramidale, con al vertice il misterioso Big Fire. Subito sotto di lui c'è l'élite dei Dieci, ovvero i 10 agenti più potenti dell'organizzazione, ciascuno dotato di poteri sovrumani e di un robot gigante. Dell'organizzazione fa parte anche l'enigmatico Ko Enshaku, il cui vero ruolo non è mai precisato.
- Big Fire: il misterioso leader della BF. Il suo vero aspetto viene rivelato solo nel penultimo episodio ed i suoi poteri non sono mai mostrati ma i suoi uomini lo venerano come un dio. Abita l'inaccessibile Torre di Babele ed ha alle sue dirette dipendenze tre potenti automi: il gigantesco robot sottomarino Neptune, il grande robot volante Garuda e una pantera nera mutaforme. Big Fire è un evidente omaggio ad un altro famoso personaggio di Yokoyama, Babil Junior

- Komeih: lo stratega della BF. Pare perseguire, oltre che i voleri del sommo Big Fire, alcuni suoi piani personali e per far questo non esita a servirsi di chiunque come pedina sacrificale, anche dei membri dell'élite dei dieci.

- Ko Enshaku: sempre vestito da un'armatura completa di foggia giapponese e con la faccia nascosta da una maschera, è un personaggio dal ruolo e dalla personalità misteriose. Dotato di grandi poteri magici (può diventare incorporeo e teletrasportarsi), è anche abilissimo nell'uso delle fruste. Sembra eseguire ordini dettati personalmente da Big Fire, ignoti anche all'élite dei Dieci. All'inizio della storia, infatti, affianca Lord Albert ma in seguito, quando Lord Albert mette in dubbio le abilità di Gen'ya, non esita ad attaccarlo e a metterlo fuori combattimento.

- Gen'ya: ultimo arrivato nella BF, è entrato subito nelle grazie di Komeih che gli ha affidato la missione segreta di appoggiare il piano di vendetta di Von Vogler. Inizialmente sembra spinto solo dall'ambizione ma poi si scopre che altri non è che Emaniel Von Vogler, figlio di Franken Von Vogler e anche lui sfuggito alla tragedia di Vashtal tramite il potere del teletrasporto. Il suo legame con Gin Rei sarà una delle trame principali della storia. Il suo robot è Gallop, dalle sembianze di testa di rana.

- Ivan: l'aiutante personale di Lord Albert. È originario di Vashtal ed utilizza un robot la cui testa può diventare un'auto o un sommergibile.

- Sunny la Maga: è la figlia di Lord Albert. Possiede grandi poteri psichici ed è in costante contatto telepatico col padre. È un evidente omaggio ad un altro personaggio di Yokoyama, Sally la maga.

#### I Magnifici Dieci
- Hanzui: potente mago e membro della stessa setta di monaci combattenti di Issei, da cui è stato cacciato.

- Fitzcarraldo: elegante nelle movenze e sguaiato nel comportamento, veste come un gangster degli anni trenta. Utilizza una particolare tecnica ("Shinkuha", "Colpo del Vuoto") che gli consente di emettere lame d'aria compressa in grado di tagliare anche l'acciaio. È in pessimi rapporti con Mask the Red.

- Mask the Red: il ninja della BF e veste sempre una maschera rossa che gli copre solo gli occhi. Ha a sua disposizione l'essere di roccia Big Gold e nutre un profondo disprezzo per Fitzcarraldo.

- Lord Albert: è un elegante gentiluomo con un occhio bionico, avendo perso quello originale in un duello con Taiso. Il suo potere è generare potenti onde d'urto che può utilizzare anche per volare. Pur essendo uno dei "cattivi", nutre un profondo rispetto per i suoi rivali dell'OPS e disprezza Gen'ya, che considera un bamboccio viziato.

- Zangetsu: un personaggio dai poteri e dall'aspetto enigmatico. Sopra un completo dall'eleganza classica porta una peculiare maschera che gli copre gran parte della faccia e ha il simbolo della luna calante. È l'ultimo arrivato nell'Elite, in seguito al fallimento del "Piano GR".

- Jujoji: vestito con un bizzarro completo da sacerdote, possiede grandi poteri magici ottenuti con il Taoismo con cui può controllare sia i morti che i robot.

- Cervantes: è l'unico membro dell'élite defunto al tempo della storia di Giant Robot. Era anche l'unico dell'élite ad aver un'identità pubblica al di fuori della BF, quello di magnate del petrolio. Dotato di grandi poteri psichici, è stato sconfitto durante la grande operazione "Domino", in cui i membri dell'élite prendevano il comando a turno. Parte di "Domino" era anche il "Piano GR", durante la cui esecuzione il Professor Kusama tradì la BF ed affidò suo figlio e Giant Robot all'OPS.

- Doki : è il rōnin al comando del corpo speciale di guerrieri "Vento di Sangue". È orbo di un occhio ed esperto dell'uso del bastone a 7 nodi.

- Kawarazaki: è il membro più anziano dell'élite. Calmo e riflessivo, possiede grandi poteri psichici.

- Yuki: dall'aspetto malato, è in grado di controllare la mente degli animali.

## Colonna sonora
La colonna sonora di Giant Robot è stata composta, arrangiata e diretta da Masamichi Amano ed eseguita dall'Orchestra Filarmonica di Varsavia e dal suo coro; si tratta di pezzi sinfonici ispirati alla musica dell'Ottocento. Amano fa uso di leitmotiv, temi musicali ricorrenti associati ai diversi personaggi, luoghi o eventi: Giant Robot ha il suo tema e così la BF. Accanto a composizioni originali di Amano, la colonna sonora riporta Una furtiva lagrima da L'elisir d'amore di Gaetano Donizetti per accompagnare le scene della distruzione di Parigi. Sono presenti anche rielaborazioni di temi classici.